# Trypeta luteonota
Trypeta luteonota är en tvåvingeart som beskrevs av Tokuichi Shiraki 1933. Trypeta luteonota ingår i släktet Trypeta och familjen borrflugor. Inga underarter finns listade i Catalogue of Life.